# Coregonus hubbsi
Coregonus hubbsi es un pez de agua dulce que pertenece a la familia Salmonidae. Se cree que esta especie fue descubierta por Carl Hubbs Leavitt y Walter Koelz en 1924 y 1927.
Esta especie marina se encuentra en peligro de extinción.